# شوکران اوالی
شُکران اُوالی (ترکی استانبولی: Şükran Ovalı) (زاده ۱ آوریل ۱۹۸۵) یک هنر پیشه اهل کشور ترکیه است.

## اوایل زندگی
شُکران اُوالی در ازمیر چشم به جهان گشود. وی اولین حضور خود را با سریال دنیای اسرار آغاز کرد، و پس از آن در سریال های تلویزیونی مختلف ظاهر شد. اوالی در سال ۲۰۰۶ اولین تجربه سینمایی خود را با هنرپیشگی اش در فیلم پارس:عملیات گیلاس تجربه کرد.